# Болеславув (Сілезьке воєводство)
Болеславув (пол. Bolesławów) — село в Польщі, у гміні Пширув Ченстоховського повіту Сілезького воєводства.
Населення — 161 особа (2011).
У 1975-1998 роках село належало до Ченстоховського воєводства.

## Демографія
Демографічна структура станом на 31 березня 2011 року:
|          | Загалом | Допрацездатний вік | Працездатний вік | Постпрацездатний вік |
| -------- | ------- | ------------------ | ---------------- | -------------------- |
| Чоловіки | 91      | 12                 | 65               | 14                   |
| Жінки    | 70      | 11                 | 36               | 23                   |
| Разом    | 161     | 23                 | 101              | 37                   |